# Jean Gilbert (écrivain)
Pour les articles homonymes, voir Jean Gilbert.
Œuvres principales
L'Enfant et le Harnais
Jean Gilbert, né le 11 septembre 1930 à Langan en Ille-et-Vilaine et mort le 20 octobre 1995 à Bobigny,, était un ingénieur en aéronautique et écrivain français.

## Œuvre
- 1959 : La Porte d'ivoire (sous le pseudonyme de Somchay) – Prix Heredia 1960[3]
- 1962 : L'Enfant et le Harnais, Gallimard – prix des Deux Magots 1963